# Theodore Reed
Pour les articles homonymes, voir Reed.
Theodore Reed (né à Cincinnati, Ohio, le 18 juin 1887 - mort à San Diego, Californie,  le 22 février 1959) est un réalisateur américain.

## Filmographie partielle
- 1920 : Le Signe de Zorro (The Mark of Zorro) coréalisé avec Fred Niblo
- 1921 : L'Excentrique (The Nut)
- 1936 : Lady Be Careful
- 1937 : Quitte ou Double (Double or Nothing)
- 1938 : La Belle de Mexico (Tropic Holiday)
- 1939 : What a Life
- 1939 : I'm from Missouri
- 1940 : Those Were the Days!
- 1941 : Life with Henry
- 1941 : Son premier baiser (Her First Beau)

### Comme acteur
- 1919 : Douglas brigand par amour (The Knickerbocker Buckaroo) de Albert Parker